# Nemophora purpurata
Nemophora purpurata (лат.) — вид длинноусых молей рода Nemophora (Adelidae). Китай: Хунань, Wuyunjie Village, Wuyunjie National Nature Reserve.

## Описание
Переднее крыло около 7,8 мм; размах крыльев около 16,0 мм. От близких видов (N. hunanensis) отличается следующими признаками: поперечная центральная фасция передних крыльев у этого вида обычно шире посередине и узкая у бокового и заднего краёв; вершина вальв гениталий самцов узкая и округлая, боковые края образуют явные угловатые отростки; срединный отросток транстиллы имеет довольно узкое основание, ширина которого не превышает половины длины срединного отростка; передняя часть суспензория находится на одном уровне с задним краем винкулюма при виде вентрально. Губной щупик 3-сегментный, короткий или средней длины, с густыми приподнятыми волосками. Максиллярный щупик рудиментарный. Голени передних ног имеют апикальные эпифизы; задние голени покрыты густыми волосками.
Переднее крыло ланцетовидное, относительно широкое, длина около 2,6 × ширины; цвет основания тёмно-коричневый до чёрного, с чёрно-фиолетовым металлическим блеском; базальная 1/3 с оранжевой поперечной фасцией, окаймлённой с обеих сторон чёрными полосами, немного шире посередине и наиболее узкая у заднего края; иногда прерывается чёрными чешуйками чёрных полос посередине; внешняя область недалеко от центральной фасции с незаметной чёрной поперечной полосой; диск вершинной области с ярким фиолетовым металлическим блеском, рассеян многочисленными чёрными чешуйками; реснички тёмно-коричневые до чёрного с фиолетовым металлическим блеском; жилки R3 и R4 разделены. Задние крылья и реснички тёмно-коричневые до чёрных, костальная область слегка светлая. Брюшко тёмно-коричневое.